# Hexatoma tibetana
Hexatoma tibetana là một loài ruồi trong họ Limoniidae. Chúng phân bố ở miền Cổ bắc.